# Principessa di Napoli
'Principessa di Napoli' est un cultivar de rosier hybride remontant obtenu en Italie en 1897 par Massimiliano Lodi (1863-1930) pour Gaetano Bonfiglioli de Bologne qui l'introduit au commerce. Elle eut un grand succès jusqu'à la fin des années 1930. Cette rose rend hommage à la princesse de Naples, née princesse Hélène de Monténégro (1873-1952), qui venait d'épouser, le 24 octobre 1896, le prince de Naples, Victor-Emmanuel (1869-1947), futur roi d'Italie en 1900 et avant-dernier souverain de ce pays.

## Description
Cette rose fut saluée dès son obtention par la qualité de ses fleurs très grosses (26-40 pétales) et odorantes d'une couleur rose carné aux reflets argentés. Les pétales de la fleur  sont à l'intérieur d'un rose crème, plus clair. Ses boutons sont longs et pointus. Elles fleurissent en solitaires, en forme de coupe s'épanouissant en rosette.
Le buisson est en forme d'arbuste épineux et peut se palisser. Cette variété supporte les hivers froids (zone de rusticité 6b à 9b). Elle était cultivée avant la Seconde Guerre mondiale à la roseraie de L'Haÿ-les-Roses.
Elle est issue d'un croisement 'La France' x 'Capitaine Christy'. Elle ne doit être confondue avec la rose du même nom obtenue à San Remo en 1898 par l'obtenteur allemand, Paul Bräuer, d'un rose presque rouge sur fond crème issue de 'Safrano' x 'Duc de Magenta', classée dans les roses thé.